# Ariella (filme)
Ariella é um filme brasileiro de 1980, dirigido por John Herbert e com roteiro baseado em livro erótico A Paranóica da escritora Cassandra Rios.

## Sinopse
O filme conta as descobertas de uma garota sobre a sua sexualidade e verdadeira identidade. Ariella (Nicole Puzzi) é criada, sem saber, pela família responsável pela morte de seus pais verdadeiros. Nesse meio ela vive, destratada por alguns e assediada por outros. Sua única fuga dessa realidade é o sentimento que nutre pela noiva do irmão, interpretada por Christiane Torloni.

## Elenco
- Nicole Puzzi.... Ariella
- John Herbert.... Diogo
- Herson Capri.... Alfonso
- Christiane Torloni.... Mercedes
- Sérgio Hingst.... Dr. Rodrigo
- Laura Cardoso.... Dona Helena
- Liana Duval.... Elza
- Turíbio Ruiz.... Carlos
- Íris Bruzzi.... Beatriz
- Dênis Derkian.... Clécio
- Lúcia Verissimo.... Fernanda